# Saint-Étienne-la-Thillaye
Saint-Étienne-la-Thillaye é uma comuna francesa na região administrativa da Normandia, no departamento Calvados. Estende-se por uma área de 12,45 km². Em 2010 a comuna tinha 421 habitantes (densidade: 33,8 hab./km²).